# 再葬墓

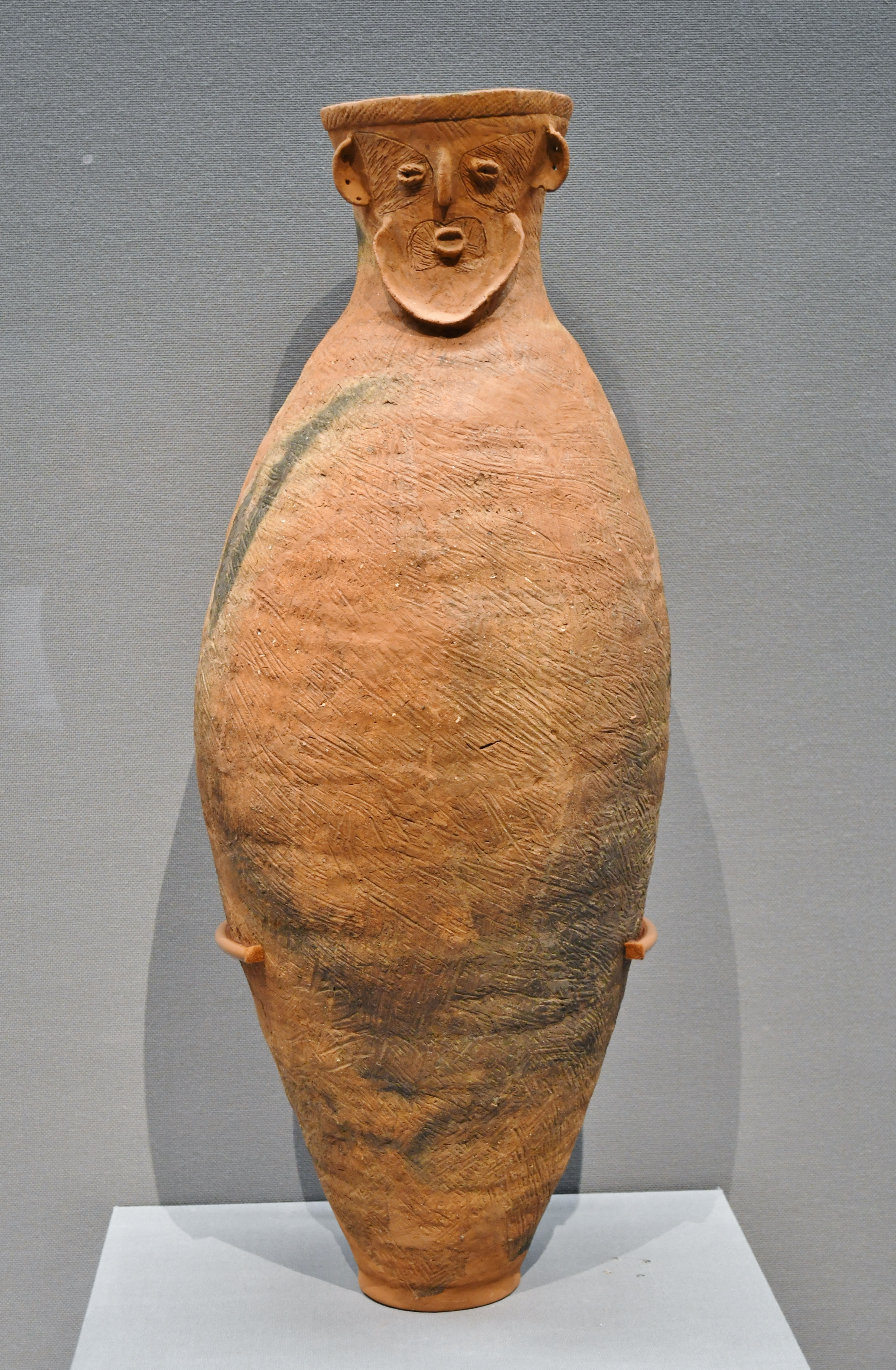
顔面付壺形土器人面付土器は弥生時代の再葬墓に特徴的な器種。女方遺跡（茨城県筑西市）出土、東京国立博物館展示。

再葬墓（さいそうぼ）とは、一度埋葬した遺体を、白骨化してから骨壺や甕などの骨蔵器に入れて再び土壙（穴）に埋めた墓のことである。縄文時代や弥生時代に行われていた葬法であり、特に弥生時代中期に東日本で発達した。

## 類例
弥生時代、しばしば壺形土器によって再葬墓が行われていた。壺は、1つの土壙に複数埋めるのも特徴である。
再葬に使われた人面付弥生土器例として栃木県佐野市の出流原遺跡（いずるはらいせき）や、茨城県筑西市の女方遺跡（おざかたいせき）の土器が著名である。

## ギャラリー

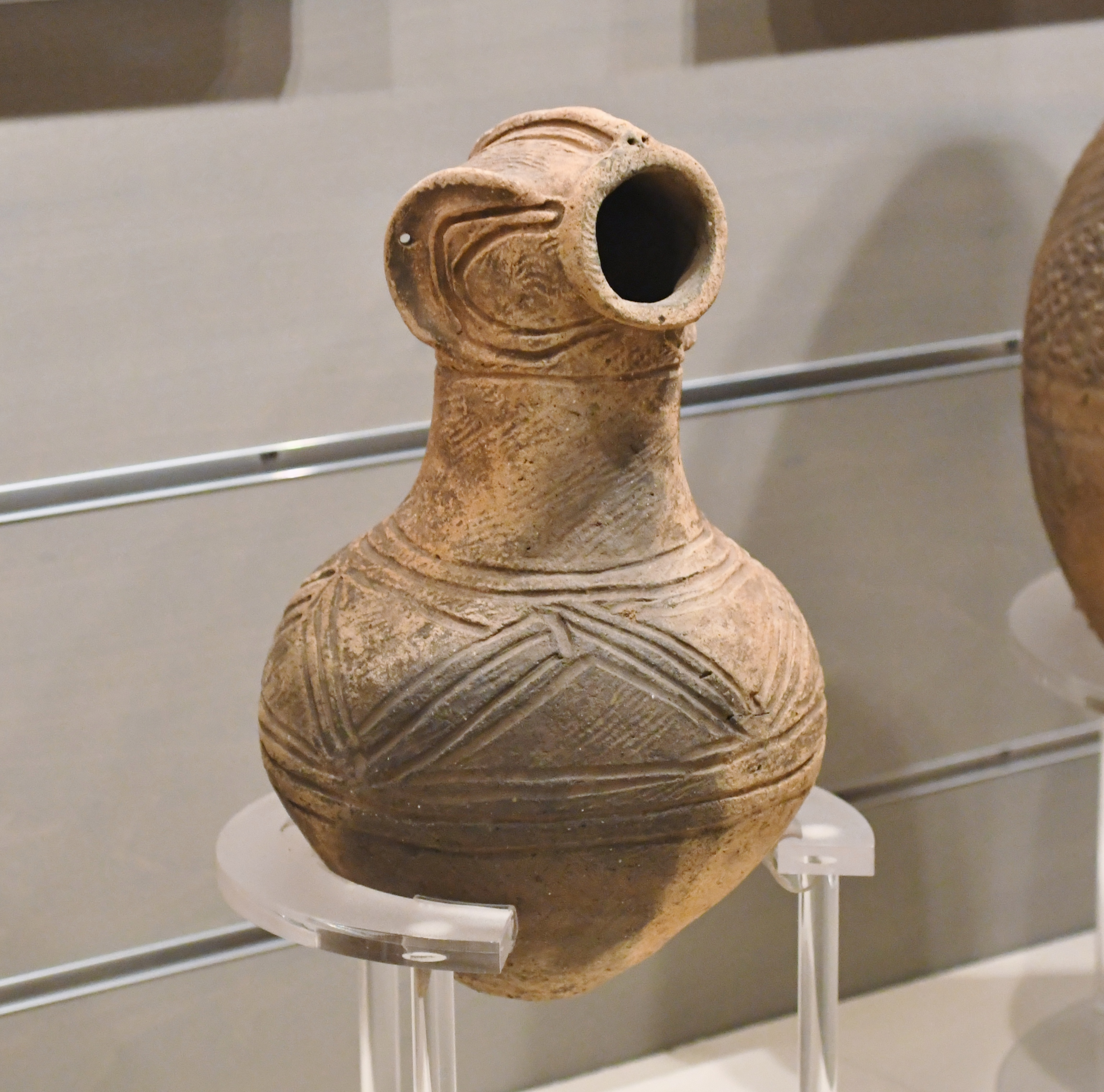
出流原遺跡出土 人面付土器 栃木県佐野市。明治大学博物館展示。